# Виноградівська міська територіальна громада
Виноградівська міська громада — об'єднана територіальна громада в Україні, в Берегівському районі Закарпатської області. Адміністративний центр — місто Виноградів. Територією громади протікає річка Тиса
Площа громади — 250.0 км², населення — 65166 осіб. 
Утворена 12 червня 2020 року шляхом об'єднання Виноградівської міської, Боржавської, Буківської, Великоком’ятівської, Великокопанської, Дротинської, Малокопанської, Олешницької, Оноцької, Підвиноградівської, Фанчиківської і Широківської сільських рад Виноградівського району.

## Населені пункти
У складі громади 1 місто (Виноградів) і 13 сіл:
- с. Боржавське
- с. Букове
- с. Великі Ком'яти
- с. Велика Копаня
- с. Дротинці
- с. Мала Копаня
- с. Олешник
- с. Онок
- с. Підвиноградів
- с. Фанчиково
- с. Притисянське
- с. Тросник
- с. Широке

## Старостинські округи
- Боржавський
- Буківський
- Векликоком'ятівський
- Великокопанський
- села Дротинці
- Малокопанський
- Олешницький
- Оноцький
- Підвиноградівський
- Фанчиківський
- Широківський